# Băiuț
Băiuț é uma comuna romena localizada no distrito de Maramureș, na região histórica da Transilvânia. A comuna possui uma área de 113.60 km² e sua população era de 2539 habitantes segundo o censo de 2007.